# Nutație

Rotația (în verde), precesia (în albastru) și nutația (în roșu) a axei de rotație a Pământului într-o reprezentare schematică.

În mecanică, nutația constă în variația unghiului (numit unghi de nutație) pe care îl face axa de rotație a unui corp rigid cu axa lui de precesie. 

## Astronomie

### Nutația Pământului
Variația unghiului pe care îl face axa de rotație a Pământului cu axa de precesie (perpendiculară pe ecliptică) are un ciclu de circa 18,6 ani și se consideră că își are originea în forța gravitațională cu care Luna acționează asupra geoidului de rotație al Pământului .
În afară de oscilația cu o perioadă de 18,6 ani mai există și o nutație secundară, având o perioadă scurtă de timp de numai o lună, a cărei amplitudine însă este de doar 0,01". 
Nutația a fost descoperită în 1728 de către astronomul britanic James Bradley (1693-1762) observând steaua Gamma Draconis (Eltanin) în vederea determinării paralaxei acesteia. Explicația corectă a cauzei sale nu a putut fi însă determinată decât 20 de ani mai târziu.
Din cauza atracției conjugate a Soarelui și a Lunii, nutația se traduce printr-o oscilație a axei de rotație a Pământului putând merge până la 17,2″ (secunde de arc) cu o perioadă de 18,6 ani, care este egală cu aceea a precesiei nodului ascendent al orbitei lunare. Polul adevărat desenează atunci în jurul polului mediu o elipsă a cărei axă mare măsurând 9,21″ este îndreptată spre punctul vernal. 
Clasic, nutația este compusă din două elemente:
- Nutația în longitudine: descrie oscilația punctului vernal adevătat în jurul punctului vernal mediu. La 1 ianuarie 2015, valoarea sa era de 4,872".

- Nutația în oblicitate: descrie oscilația ecuatorului adevărat în jurul ecuatorului mediu. La 1 ianuarie 2015, valoarea sa unghiulară era de -9,540".

Cataloagele stelare dau de obicei coordonatele astrometrice ale stelelor. Acestea sunt coordonatele medii ale unei epoci T fixe. Dacă se dorește să se aibă coordonatele adevărate ale unei alte epoci, trebuie corectate aceste coordonate ținând cont de precesia  din timpul scurs dintre cele două epoci, apoi corectate aceste coordonate medii „corectate” adăugând efectul nutației.